# Estanyets de Dellui
Els Estanyets de Dellui són uns petits estanys que es troben en el terme municipal de la Vall de Boí, a la comarca de l'Alta Ribagorça, i dins del Parc Nacional d'Aigüestortes i Estany de Sant Maurici.

## Descripció

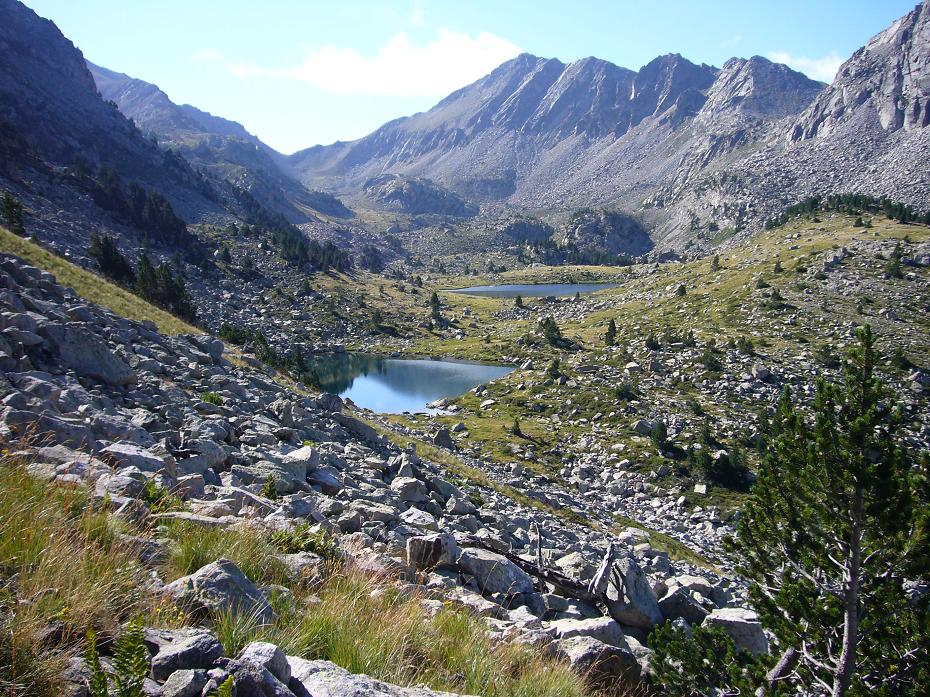
Vall de Dellui: els Estanyets de Dellui en primer pla i la Collada de Dellui al fons

El nom «podria derivar del basc ote-ili-oi. Ote vol dir argelaga. Aquesta vall és més feréstega que les veïnes, té menys bosc i molts menys pasturatges. Potser d'aquí li ve el nom. Ili vol dir poble i en aquesta vall no n'hi ha hagut mai cap, però potser aquí ili és un element basc diferent».
Situats per sota l'Estany de Dellui, són un grup de petits llacs que s'estenen direcció nord-nord-oest per desaiguar al Barranc de Dellui. Es troben entre els 2.308 i 2.324 metres.

## Rutes[4]
Dues són les alternatives més habituals, ambdues per Vall de Dellui:
- Des del Planell d'Aigüestortes, seguint el camí d'Estany Llong, fins a trobar i remuntar el Barranc de Dellui, per trobar el primer dels estanyets.
- Sortint des del Refugi d'Estany Llong i agafant el camí de les Corticelles, que s'inicia direcció sud-sud-est, per després bifurcar-se cap al sud-oest el corriol que porta cap a la Vall de Dellui i als estanyets.